# Dilochrosis walteri
Dilochrosis walteri är en skalbaggsart som beskrevs av Lea 1914. Dilochrosis walteri ingår i släktet Dilochrosis och familjen Cetoniidae. Inga underarter finns listade i Catalogue of Life.